# 康定金丝桃
康定金丝桃（学名：Hypericum maclarenii）为藤黄科金丝桃属下的一个种。

## 扩展阅读
- 維基物種上的相關：康定金丝桃